# Человек человеку волк
«Челове́к челове́ку волк» (лат. Homo homini lupus est) — ставшее поговоркой выражение из комедии Плавта (III—II до н. э.) «Ослы» (лат. Asinaria), которое используется для характеристики таких человеческих отношений и нравов, в каких преобладает крайний эгоизм, вражда, антагонизм.
Означает саркастическую характеристику крайне эгоистичного человека. Употребляется при обсуждении подлых поступков, которые совершает человек по отношению к другому человеку.
Первое упоминание выражения встречалось у древнеримского комедиографа Плавта в произведении «Ослы». В противоположность тому Сенека писал, что «человек есть нечто священное для человека». Оба афоризма были использованы Томасом Гоббсом в посвящении к своей работе «De Cive» (1651): «Если говорить беспристрастно, то оба высказывания верны; человек человеку является своего рода Богом, и верно то, что человек человеку — волк, если мы сравним людей между собой; и во-вторых, если мы сравним города». Наблюдения Гоббса, в свою очередь, перекликаются с Плавтом, утверждавшим, что люди по своей природе эгоистичны.
Эразм Роттердамский включил пословицу в свой сборник пословиц Адагия, перефразировав Плавта: «Здесь нас предупреждают не доверять себя неизвестному человеку, а остерегаться его как волка».
Философ, теолог и юрист Франсиско де Витория в одном из своих «Relectiones Theologicae» писал, что поэт Овидий не согласен с пословицей: «Человек, — говорит Овидий, — не волк для своего товарища человека, но человек».
Артур Шопенгауэр, немецкий философ и мизантроп, в своём труде «О ничтожестве и горестях жизни» писал: «…Истина же такова: мы должны быть несчастны, и мы несчастны. При этом главный источник самых серьёзных зол, постигающих человека, это сам человек: человек человеку волк».
Зигмунд Фрейд также согласился с пословицей, написав в своей работе «Недовольство культурой»: «…Всегда есть искушение сделать ближнего своего средством удовлетворения агрессивности, воспользоваться его рабочей силой без вознаграждения, использовать как сексуальный объект, не спрашивая согласия, лишить имущества, унизить, причинить боль, мучить и убивать. Homo homini lupus. У кого хватит смелости оспаривать это суждение, имея весь опыт жизни и истории?»
В 1961 году XXII съезд Коммунистической партии Советского Союза постановил, что «человек человеку — друг, товарищ и брат». Этот принцип должен был стать основой коммунистической морали, в отличие от господствующего с рабовладельческих времён принципа «человек человеку волк».